# Giovanni (cardinal, 1058)
Giovanni est un cardinal de l'Église catholique. 

## Biographie
Giovanni est créé cardinal-diacre le 14 mars  1058 par Étienne IX. Il meurt peu après, encore pendant le pontificat du pape Étienne IX (1058-1059).